# 乃木坂明星誕生！SIX
《乃木坂明星誕生！SIX》（日语：／ Nogizakasuta-tanjyou!shikkusu）是2025年4月29日開始在日本電視台播出，為日本女子偶像團體乃木坂46所冠名的綜藝節目。

## 概要
乃木坂46的6期生成員首次挑戰過去由4期生、5期生參與的《乃木坂明星誕生！》系列節目中所演唱的「昭和歌謠」與「平成名曲」等經典熱門歌曲。本節目由前輩成員擔任支援角色，與6期生一同展現她們清新魅力，傳遞出嶄新的乃木坂風采。
節目主持人繼續由上一系列擔任主持的搞笑組合「奧茲華爾德」擔任，對於乃木坂46的6期生來說，這將是她們首次參與的個人常規節目。
每一集節目中，奧茲華爾德兩位會與一位6期生成員一起進行名為「留下來的休息室閒聊」的單元。
節目播出結束後，未公開影像將與節目內容一同整理成短篇紀錄片「6期生的挑戰」，並於Hulu平台上獨家上線配信。
2025年5月9日，乃木坂46的官方YouTube頻道《乃木坂配信中》公開了本節目首次錄影現場的幕後花絮影片，內容由樂屋攝影機拍攝。
節目的官方網站（X、Instagram、TikTok）沿用前作的帳號與平台。

## 出演者

### 主持人
- 奧茲華爾德（日语：オズワルド (お笑いコンビ)）（畠中悠、伊藤俊介）[1]

### 常規演出
- 乃木坂46
  - 6期生：矢田萌華、瀨戶口心月、大越陽菜乃、愛宕心響、鈴木佑捺、川端晃菜、海邊朱莉、增田三莉音、森平麗心、小津玲奈、長嶋凜櫻[1]
- 前輩成員
  - 久保史緒里－第1集[5]
  - 井上和－第2集[6]
  - 小川彩－第3集[7]
  - 賀喜遙香－第4集[8]
  - 筒井彩萌－第5集[9]
  - 五百城茉央－第6集[10]
  - 一之瀨美空－第7集[11]
  - 伊藤理理杏－第8集[12]
  - 吉田綾乃克莉絲蒂－第9集[13]
  - 奧田伊呂波－第10集[14]
  - 遠藤櫻－第11集[15]
  - 川崎樱－第12集[16]
  - 弓木奈於－第13集[17]
  - 林瑠奈－第14集[18]
  - 岡本姬奈－第15集[19]
  - 菅原咲月－第16集[20]

## 播放日程
| 集數 | 播出日期      | 內容 | 歌曲                          | 演唱成員                                                     | 休息室閒聊成員 | 備註     |
| ---- | ------------- | --- | ----------------------------- | ------------------------------------------------------------ | -------------- | -------- |
| 1    | 2025年4月29日 | 新一季由6期生擔任！海邊演唱《Jupiter》、 3期生久保史緒里登場！長嶋＆森平合唱《虹色》、全員合唱《JOYFUL》                                           | YELL/JOYFUL                   | 6期生全員                                                    | -              | [ 注 3 ] |
| 1    | 2025年4月29日 | 新一季由6期生擔任！海邊演唱《Jupiter》、 3期生久保史緒里登場！長嶋＆森平合唱《虹色》、全員合唱《JOYFUL》                                           | 虹色                          | 久保史緒里、長嶋凜櫻、森平麗心                               | -              | [ 注 3 ] |
| 1    | 2025年4月29日 | 新一季由6期生擔任！海邊演唱《Jupiter》、 3期生久保史緒里登場！長嶋＆森平合唱《虹色》、全員合唱《JOYFUL》                                           | Jupiter                       | 海邊朱莉                                                     | -              | [ 注 3 ] |
| 2    | 5月6日        | 5期生井上和登場！與愛宕合唱《生命之歌》、 鈴木演唱《明天，如果春天來了》、小津＆矢田合唱《Melissa》                                                | Melissa                       | 小津玲奈、矢田萌華                                           | 矢田萌華       | [ 注 3 ] |
| 2    | 5月6日        | 5期生井上和登場！與愛宕合唱《生命之歌》、 鈴木演唱《明天，如果春天來了》、小津＆矢田合唱《Melissa》                                                | 明天，如果春天來了            | 鈴木佑捺                                                     | 矢田萌華       | [ 注 3 ] |
| 2    | 5月6日        | 5期生井上和登場！與愛宕合唱《生命之歌》、 鈴木演唱《明天，如果春天來了》、小津＆矢田合唱《Melissa》                                                | 生命之歌                      | 愛宕心響、井上和                                             | 矢田萌華       | [ 注 3 ] |
| 3    | 5月13日       | 5期生小川彩登場！與川端＆增田合唱《Mela!》、 瀨戶口演唱《Hello, Again ～在以前的某處～》、大越＆愛宕＆長嶋合唱《我有女朋友了》                     | Hello, Again ～在以前的某處～ | 瀨戶口心月                                                   | 森平麗心       |          |
| 3    | 5月13日       | 5期生小川彩登場！與川端＆增田合唱《Mela!》、 瀨戶口演唱《Hello, Again ～在以前的某處～》、大越＆愛宕＆長嶋合唱《我有女朋友了》                     | Mela!                         | 川端晃菜、增田三莉音、小川彩                                 | 森平麗心       |          |
| 3    | 5月13日       | 5期生小川彩登場！與川端＆增田合唱《Mela!》、 瀨戶口演唱《Hello, Again ～在以前的某處～》、大越＆愛宕＆長嶋合唱《我有女朋友了》                     | 我有女朋友了                  | 大越陽菜乃、愛宕心響、長嶋凜櫻                               | 森平麗心       |          |
| 4    | 5月20日       | 4期生賀喜遙香登場！與大越＆小津合唱《POP STAR》、 鈴木＆森平合唱《Rirura Riruha》、川端＆矢田合唱《PEACH》、6期生的繪畫實力大公開                  | PEACH/HEART                   | 川端晃菜、矢田萌華                                           | 長嶋凜櫻       | [ 注 4 ] |
| 4    | 5月20日       | 4期生賀喜遙香登場！與大越＆小津合唱《POP STAR》、 鈴木＆森平合唱《Rirura Riruha》、川端＆矢田合唱《PEACH》、6期生的繪畫實力大公開                  | Rirura Riruha                 | 鈴木佑捺、森平麗心                                           | 長嶋凜櫻       | [ 注 4 ] |
| 4    | 5月20日       | 4期生賀喜遙香登場！與大越＆小津合唱《POP STAR》、 鈴木＆森平合唱《Rirura Riruha》、川端＆矢田合唱《PEACH》、6期生的繪畫實力大公開                  | POP STAR                      | 大越陽菜乃、小津玲奈、賀喜遙香                               | 長嶋凜櫻       | [ 注 4 ] |
| 5    | 5月27日       | 筒井彩萌登場！與鈴木合唱《戀愛少女》、 森平演唱《序幕》、瀨戶口、海邊、愛宕、小津、川端、長嶋合唱《循環跳舞》                                      | 循環跳舞                      | 瀨戶口心月、海邊朱莉、愛宕心響、小津玲奈、川端晃菜、長嶋凜櫻 | -              |          |
| 5    | 5月27日       | 筒井彩萌登場！與鈴木合唱《戀愛少女》、 森平演唱《序幕》、瀨戶口、海邊、愛宕、小津、川端、長嶋合唱《循環跳舞》                                      | 序幕                          | 森平麗心                                                     | -              |          |
| 5    | 5月27日       | 筒井彩萌登場！與鈴木合唱《戀愛少女》、 森平演唱《序幕》、瀨戶口、海邊、愛宕、小津、川端、長嶋合唱《循環跳舞》                                      | 戀愛少女                      | 鈴木佑捺、筒井彩萌                                           | -              |          |
| 6    | 6月3日        | 5期生五百城茉央登場！與森平合唱《Solanin》、 長嶋演唱《CHE.R.RY》、矢田、瀨戶口、增田、川端、愛宕合唱《紅辣椒》                                    | 红辣椒                        | 矢田萌華、瀨戶口心月、增田三莉音、川端晃菜、愛宕心響         | 大越陽菜乃     | [ 注 5 ] |
| 6    | 6月3日        | 5期生五百城茉央登場！與森平合唱《Solanin》、 長嶋演唱《CHE.R.RY》、矢田、瀨戶口、增田、川端、愛宕合唱《紅辣椒》                                    | CHE.R.RY                      | 長嶋凜櫻                                                     | 大越陽菜乃     | [ 注 5 ] |
| 6    | 6月3日        | 5期生五百城茉央登場！與森平合唱《Solanin》、 長嶋演唱《CHE.R.RY》、矢田、瀨戶口、增田、川端、愛宕合唱《紅辣椒》                                    | Solanin                       | 森平麗心、五百城茉央                                         | 大越陽菜乃     | [ 注 5 ] |
| 7    | 6月10日       | 5期生一之瀨美空登場！小津＆川端演唱《(RE)PLAY》、 大越＆鈴木演唱《每個女孩子啊》、海邊＆愛宕演唱《親親》                                           | 迴響天空／每個女孩子啊        | 大越陽菜乃、鈴木佑捺                                         | －             |          |
| 7    | 6月10日       | 5期生一之瀨美空登場！小津＆川端演唱《(RE)PLAY》、 大越＆鈴木演唱《每個女孩子啊》、海邊＆愛宕演唱《親親》                                           | 親親                          | 海邊朱莉、愛宕心響                                           | －             |          |
| 7    | 6月10日       | 5期生一之瀨美空登場！小津＆川端演唱《(RE)PLAY》、 大越＆鈴木演唱《每個女孩子啊》、海邊＆愛宕演唱《親親》                                           | (RE)PLAY                      | 小津玲奈、川端晃菜、一之瀨美空                               | －             |          |
| 8    | 6月17日       | 3期生伊藤理理杏登場！與海邊合唱《無可置疑》、 小津演唱《再見抒情詩》、大越＆瀨戶口＆矢田合唱《Star Love Ration》                                   | 無可置疑                      | 海邊朱莉、伊藤理理杏                                         | 小津玲奈       | [ 注 4 ] |
| 8    | 6月17日       | 3期生伊藤理理杏登場！與海邊合唱《無可置疑》、 小津演唱《再見抒情詩》、大越＆瀨戶口＆矢田合唱《Star Love Ration》                                   | 再見抒情詩                    | 小津玲奈                                                     | 小津玲奈       | [ 注 4 ] |
| 8    | 6月17日       | 3期生伊藤理理杏登場！與海邊合唱《無可置疑》、 小津演唱《再見抒情詩》、大越＆瀨戶口＆矢田合唱《Star Love Ration》                                   | Star Love Ration              | 大越陽菜乃、瀨戶口心月、矢田萌華                             | 小津玲奈       | [ 注 4 ] |
| 9    | 6月24日       | 3期生吉田綾乃克莉絲蒂登場！與長嶋＆矢田合唱《水母、流星》、 川端演唱《車站》、大越＆增田＆森平合唱《明天一定會是好日子》                           | 車站                          | 川端晃菜                                                     | 川端晃菜       |          |
| 9    | 6月24日       | 3期生吉田綾乃克莉絲蒂登場！與長嶋＆矢田合唱《水母、流星》、 川端演唱《車站》、大越＆增田＆森平合唱《明天一定會是好日子》                           | 明天一定會是好日子            | 大越陽菜乃、增田三莉音、森平麗心                             | 川端晃菜       |          |
| 9    | 6月24日       | 3期生吉田綾乃克莉絲蒂登場！與長嶋＆矢田合唱《水母、流星》、 川端演唱《車站》、大越＆增田＆森平合唱《明天一定會是好日子》                           | 水母、流星                    | 長嶋凜櫻、矢田萌華、吉田綾乃克莉絲蒂                         | 川端晃菜       |          |
| 10   | 7月1日        | 5期生奥田伊呂波登場！與瀨戶口合唱《寫給明天的信》、 愛宕＆大越合唱《RPG》、矢田＆川端＆鈴木合唱《在決心的清晨》                                    | 在決心的清晨                  | 矢田萌華、川端晃菜、鈴木佑捺                                 | 海邊朱莉       |          |
| 10   | 7月1日        | 5期生奥田伊呂波登場！與瀨戶口合唱《寫給明天的信》、 愛宕＆大越合唱《RPG》、矢田＆川端＆鈴木合唱《在決心的清晨》                                    | 寫給明天的信                  | 奧田伊呂波、瀨戶口心月                                       | 海邊朱莉       |          |
| 10   | 7月1日        | 5期生奥田伊呂波登場！與瀨戶口合唱《寫給明天的信》、 愛宕＆大越合唱《RPG》、矢田＆川端＆鈴木合唱《在決心的清晨》                                    | RPG                           | 愛宕心響、大越陽菜乃                                         | 海邊朱莉       |          |
| 11   | 7月8日        | 4期生遠藤櫻登場！與大越合唱《愛的言靈〜Spiritual Message〜》、 鈴木、瀨戶口、長嶋、增田、矢田合唱《夏祭》、愛宕＆鈴木合唱《花上的亡靈》            | 夏祭                          | 鈴木佑捺、瀨戶口心月、長嶋凜櫻、增田三莉音、矢田萌華         | －             |          |
| 11   | 7月8日        | 4期生遠藤櫻登場！與大越合唱《愛的言靈〜Spiritual Message〜》、 鈴木、瀨戶口、長嶋、增田、矢田合唱《夏祭》、愛宕＆鈴木合唱《花上的亡靈》            | 愛的言靈 ～Spiritual Message  | 遠藤櫻、大越陽菜乃                                           | －             |          |
| 11   | 7月8日        | 4期生遠藤櫻登場！與大越合唱《愛的言靈〜Spiritual Message〜》、 鈴木、瀨戶口、長嶋、增田、矢田合唱《夏祭》、愛宕＆鈴木合唱《花上的亡靈》            | 花上的亡靈                    | 愛宕心響、鈴木佑捺                                           | －             |          |
| 12   | 7月15日       | 5期生川崎櫻登場！與鈴木合唱《如果你想讓我當你女朋友的話》、 海邊&森平演《灰色與青（+菅田將暉）》、愛宕&川端&瀬戸口&長嶋合唱《Samama Fesutibaru！》 | 灰色與青（+菅田將暉）         | 海邊朱莉、森平麗心                                           | 增田三莉音     |          |
| 12   | 7月15日       | 5期生川崎櫻登場！與鈴木合唱《如果你想讓我當你女朋友的話》、 海邊&森平演《灰色與青（+菅田將暉）》、愛宕&川端&瀬戸口&長嶋合唱《Samama Fesutibaru！》 | Samama Fesutibaru！           | 愛宕心響、川端晃菜、瀨戶口心月、長嶋凜櫻                     | 增田三莉音     |          |
| 12   | 7月15日       | 5期生川崎櫻登場！與鈴木合唱《如果你想讓我當你女朋友的話》、 海邊&森平演《灰色與青（+菅田將暉）》、愛宕&川端&瀬戸口&長嶋合唱《Samama Fesutibaru！》 | 如果你想讓我當你女朋友的話    | 鈴木佑捺、川崎櫻                                             | 增田三莉音     |          |
| 13   | 7月22日       | 4期生弓木奈於登場！與長嶋和森平演唱《戀愛小偷。》、大越演唱《溫柔的心情》、海邊、鈴木與矢田演唱《戀歌與雨天》                                      | 溫柔的心情                    | 大越陽菜乃                                                   | 瀨戶口心月     | [ 注 6 ] |
| 13   | 7月22日       | 4期生弓木奈於登場！與長嶋和森平演唱《戀愛小偷。》、大越演唱《溫柔的心情》、海邊、鈴木與矢田演唱《戀歌與雨天》                                      | 戀歌與雨天                    | 海邊朱莉、鈴木佑捺、矢田萌華                                 | 瀨戶口心月     | [ 注 6 ] |
| 13   | 7月22日       | 4期生弓木奈於登場！與長嶋和森平演唱《戀愛小偷。》、大越演唱《溫柔的心情》、海邊、鈴木與矢田演唱《戀歌與雨天》                                      | 戀愛小偷。                    | 長嶋凜櫻、森平麗心、弓木奈於                                 | 瀨戶口心月     | [ 注 6 ] |
| 14   | 7月29日       | 4期生林瑠奈登場！與大越演唱《Rolling star》、愛宕與矢田演唱《與海邊的事物》、增田、海邊與川端合唱《世界上最熱的夏天》                              | 與海邊的事物                  | 愛宕心響、矢田萌華                                           | 鈴木佑捺       |          |
| 14   | 7月29日       | 4期生林瑠奈登場！與大越演唱《Rolling star》、愛宕與矢田演唱《與海邊的事物》、增田、海邊與川端合唱《世界上最熱的夏天》                              | 世界上最熱的夏天              | 增田三莉音、海邊朱莉、川端晃菜                               | 鈴木佑捺       |          |
| 14   | 7月29日       | 4期生林瑠奈登場！與大越演唱《Rolling star》、愛宕與矢田演唱《與海邊的事物》、增田、海邊與川端合唱《世界上最熱的夏天》                              | Rolling star                  | 林瑠奈、大越陽菜乃                                           | 鈴木佑捺       |          |
| 15   | 8月5日        | 5期生岡本姫奈登場！與鈴木演唱《女孩子是不會哭的》、愛宕演唱《欸～欸？》、 森平與瀨戶口合唱《重現夢境》                                             | 欸～欸？                      | 愛宕心響                                                     | 愛宕心響       |          |
| 15   | 8月5日        | 5期生岡本姫奈登場！與鈴木演唱《女孩子是不會哭的》、愛宕演唱《欸～欸？》、 森平與瀨戶口合唱《重現夢境》                                             | 重現夢境                      | 森平麗心、瀨戶口心月                                         | 愛宕心響       |          |
| 15   | 8月5日        | 5期生岡本姫奈登場！與鈴木演唱《女孩子是不會哭的》、愛宕演唱《欸～欸？》、 森平與瀨戶口合唱《重現夢境》                                             | 女孩子是不會哭的              | 岡本姬奈、鈴木佑捺                                           | 愛宕心響       |          |
| 16   | 8月12日       | 5期生菅原咲月登場！與瀨戶口演唱《不能再是夢想中的少女》、 長嶋與鈴木合唱《少年時代》、川端、增田、海邊與森平合唱《夏日回憶》                       | 夏日回憶                      | 川端晃菜、增田三莉音、海邊朱莉、森平麗心                     | －             |          |
| 16   | 8月12日       | 5期生菅原咲月登場！與瀨戶口演唱《不能再是夢想中的少女》、 長嶋與鈴木合唱《少年時代》、川端、增田、海邊與森平合唱《夏日回憶》                       | 少年時代                      | 長嶋凜櫻、鈴木佑捺                                           | －             |          |
| 16   | 8月12日       | 5期生菅原咲月登場！與瀨戶口演唱《不能再是夢想中的少女》、 長嶋與鈴木合唱《少年時代》、川端、增田、海邊與森平合唱《夏日回憶》                       | 不能再是夢想中的少女          | 菅原咲月、瀨戶口心月                                         | －             |          |

## 播放時間
| 播放日期       | 播放時間                          | 播放局       | 播放區域 | 備註              |
| -------------- | --------------------------------- | ------------ | -------- | ----------------- |
| 2025年4月29日— | 星期二 01:29－01:59（星期一深夜） | 日本電視台   | 關東地方 | 製作局            |
| 2025年4月29日— | 星期二 01:29－01:59（星期一深夜） | 宮城電視台   | 宮城縣   |                   |
| 2025年5月6日—  | 星期二 01:29－01:59（星期一深夜） | 福岡放送     | 福岡縣   |                   |
| 2025年5月7日—  | 星期三 01:04－01:34（星期二深夜） | 四國放送     | 德岛县   |                   |
| 2025年5月10日— | 星期六 00:59－01:29（星期五深夜） | 北日本放送   | 富山縣   |                   |
| 2025年5月13日— | 星期四 00:59－01:29（星期三深夜） | 山梨放送     | 山梨縣   |                   |
| 2025年5月21日— | 星期三 01:04－01:34（星期二深夜） | TV新潟放送網 | 新潟縣   |                   |
| 2025年6月8日—  | 星期日 02:25－02:55（星期六深夜） | 中京電視台   | 中京圈   | [ 注 7 ] [ 注 8 ] |

## 外部連結
- 乃木坂明星誕生！SIX 官方網站－日本電視台（日語）
- 乃木坂明星誕生！SIX【公式】的X（前Twitter）（2025年4月29日—）（日語）
- 乃木坂明星誕生！SIX【公式】的Instagram帳戶（2025年4月29日—）（日語）
- 乃木坂明星誕生！SIX【日電公式】的TikTok（2025年4月29日—）（日語）
- 乃木坂明星誕生！SIX－Hulu （日語）